# Philippe Trouvé
Pour les articles homonymes, voir Trouvé.
Philippe Trouvé, né à Lisieux le 3 mars 1936 et mort à Caen le 2 août 2005, est un peintre et un poète français.

## Biographie

### Le peintre
Philippe Trouvé commence la peinture et le dessin en 1951. À l'origine, son travail tire ses influences des artistes qu'il est amené à rencontrer au cours de son adolescence, tel Serge Poliakoff dont il fréquente les ateliers à Paris, et Nicolas de Staël, à Antibes. Au début des années 1960, sa rencontre avec Marc Chagall à Saint-Paul de Vence constitue une étape décisive en ce qu'il prend alors pleinement conscience de sa vocation pour la peinture et de son goût pour le travail de la couleur. De Chagall, Philippe Trouvé dira : « Il m'a appris à peindre le paysage qui habite mon âme ». En 1963, il s'intéresse davantage à la forme, grâce notamment au peintre-graveur vosgien André Jacquemin, qui l'initie au dessin et à la gravure. À cette époque, l'œuvre de Philippe Trouvé est principalement constituée de pastels, de mine de plomb et d'encres.
Au milieu des années 1970, Philippe Trouvé se met à utiliser l'huile comme médium de prédilection et se consacre pendant plus de 20 ans, quasi exclusivement, à la peinture du corps féminin, travaillant en collaboration avec des modèles dans son atelier parisien de Ménilmontant et dans son atelier provençal de Tourrettes-sur-Loup.
Grand voyageur, Philippe Trouvé explore l'Asie dès le début des années 1990 : là-bas, sa palette s'éclaircit, les nuances se fondant davantage dans l'impression d'une lumière, d'une chaleur, d'une humidité qu'il travaille à l'aquarelle. Ses œuvres, toujours fortement portées par le « principe du féminin », deviennent moins « chargées en chair », et plus axées sur une quête de la restitution du charme de ses modèles.
De retour sur ses terres natales après avoir voyagé autour du monde, vient le temps de la maturité : au milieu des années 1990, il installe son atelier à Coquainvilliers, en Normandie. Son inspiration n'est plus exclusivement féminine, et des paysages, des natures mortes, des chevaux ou des musiciens apparaissent notamment sous son pinceau.
La femme demeure toutefois son sujet de prédilection et, de sa palette, naissent des femmes bleues ou rouges, des égéries lascives, odalisques ou danseuses bucoliques. Philippe Trouvé s'affirme aussi comme un coloriste audacieux, un architecte du pinceau qui modèle les corps : il impose les courbes de ses sujets, insufflant ainsi une dynamique sensuelle du mouvement. Qu'il s'agisse du nu ou de la danse, ses couleurs souvent pures, brossées à pleine pâte, forment la chimie de ses toiles, qui sont exposées dans de nombreuses galeries en France et à l'étranger.
Philippe Trouvé n'est d'aucun courant. Toute sa vie, il aura exploré, cherché, expérimenté. Ses dernières œuvres sont la symbiose de tous les courants picturaux qu'il a traversés, et rendent hommage, par petites touches savamment digérées, aux grands maîtres qui l'ont influencé.

### L'homme de spectacle
Philippe Trouvé s'engage dès les années 1960 dans l'aventure du lancement des Maisons des jeunes et de la culture. Pendant 17 ans, il en dirigera plusieurs, d'Épinal à Aix-en-Provence, avant de se consacrer entièrement à la peinture et l'écriture. Durant toutes ces années, il conçoit et organise des spectacles ou des expositions autour de la musique, de la poésie, du théâtre, de la peinture ou de la sculpture. Dans ses propres spectacles, il se met souvent en scène lui-même. Dans ce domaine, on peut notamment citer deux commandes de l'État : Les poètes de la Résistance, présenté au Carré Sylvia Montfort à Paris en 1984, et Pourvu qu'ils tiennent ! Qui ? Les civils !..., présenté au théâtre municipal de Verdun en 1986.

### Le poète
Parallèlement à sa carrière de peintre, Philippe Trouvé s'est également, tout au long de sa vie, exprimé en poésie : du prix « Encres Vives » en 1965 pour Czardas en mauve à son dernier recueil Adieu la vie ! Tu m'écriras ? en 2005, il ne cessera d'écrire, la plume complétant le pinceau. Pierre Seghers, qui l'appréciait, dit de lui : « Il est quelques êtres dont vous êtes qui sont d'étranges miroirs paraboliques qui captent et concentrent une énergie de forces venues d'aussi loin que les hommes ».
Au cours des derniers mois de sa vie, se sachant atteint d'un mal incurable, il s'attelle ardemment à l'écriture de poésie. À propos de l'une de ses dernières toiles, « La tentation du froid » (2004), peinte uniquement en blanc, il écrit : « Mais on peut décoder si une seule teinte sait être toute une palette. Épurer le superflu pour ne garder que le souffle de vie. La lumière. Besoin de se dépouiller sans doute pour s'apprendre à n'être plus... »

## Expositions
- Première période
  - 1963 : Individuel, MJC de Lézignan-Corbières - Première exposition - 18 pastels à l'huile (en faveur de l'action pour les gitans)
  - Octobre 1964 : MJC d'Épinal, exposition avec Pierre-Yves Lelarge - Pastel, aquarelle, gouache
  - Juillet 1965 : Galerie Belleudy « L'atelier », Saint-Paul de Vence - Dessins et pastels
  - 1967 : Individuel, Château de l'Arceau, Angers
  - 1972 :  Création de sa propre galerie « L'oiseau de feu » à Tourrettes-sur-Loup, près de Saint-Paul de Vence
- Deuxième période 
  - Mars 1978 : Individuel, Galerie du Kiosque, La Fontaine d'Argent, Aix-en-Provence - Peintures et encres - Médaille de la ville
  - Juin 1982 : Château de l'Emperi, IIe salon de la danse, Salon-de-Provence
  - Octobre 1982 : Hôtel Concorde La Fayette, Paris
  - 1982 à 1984 : Salon d'automne, Grand Palais, Paris
  - 1983 : Biennale des peintres et sculpteurs de la danse, Élancourt
  - Juillet 1986 : Château de Tourrettes-sur-Loup, « 20 ans de peintures » dont encres à l'aiguille ; sculptures
  - Juillet 1987 : Le grand Hôtel, Enghien-les-Bains
  - Octobre 1987 : 52e salon des Beaux-arts, Enghien-les-Bains
  - 1988 : Salon des artistes du XXe, Paris
  - 1990 : Semaine de la danse, mairie du XIe, Paris
  - Août 1991 : 42e Grand prix international de peintures de Deauville – 3e grand prix de la section portrait
  - Mai 1991 : Individuel, CISP Galerie Maurice Ravel, Paris XIIe - 55 œuvres, « Femme, Visage et Corps », toiles et sculptures en terre cuite
  - Novembre-décembre 1991 : Salons MAAF, Espace Bastille, Paris - Huiles et aquarelles, « Femmes d'Asie »
  - Février 1992 : 28e Grand Prix International de peinture de la côte d'Azur, Cannes - Prix de finaliste
  - Décembre 1993 : Salons MAAF, Espace Bastille, Paris - Huiles et aquarelles, « Gestes de femmes » (dernière exposition parisienne)
- Période normande
  - Octobre 1995 à 2000: du XVIe au XXIe salon d'automne de l'académie des arts de Lisieux
  - Avril 1996 : Individuel, Crédit Agricole de Caen
  - Avril 1997 : Individuel, Galerie Corinne Deleuze, Caverne d'Ali Baba, Pont-Audemer - 35 toiles
  - Septembre 1997 : Galerie de Tourgéville, exposition sur le Nu
  - 1999 : « La femme et la danse », Abbaye de Souillac
  - Décembre 2000 à 2004: Hôtel de ville de Caen, du 46e au 50e salon d'automne des artistes indépendants de Basse-Normandie
  - Novembre 2003 : XIIe Biennale des peintres et sculpteurs de la danse, Hanovre, Allemagne
  - Avril 2004 : Office du Tourisme de Lisieux, « Femmes d'Asie » - 22 œuvres (19 aquarelles et 3 huiles)

## Publications

### Poésie
- Czardas en mauve (Prix « Encres Vives » 1965), poèmes, Éd. Encres vives (1965)
- La Grande Paque russe, poèmes, Éd. Encres vives (1970)
- Vingt ans à l'envers, , poèmes, Éd. de l'oiseau de feu (1977)
- Le temps de n'être pas, poèmes, Éd. de l'oiseau de feu (1975-1978)
- 40 secondes, poèmes, Éd. Encres vives (1984)
- L'horaire des trains, poèmes, Éd. Encres vives, collection Lieux (1997)
- Blanc sur fond blanc, poèmes, Éd. Encres vives (2003)
- Adieu la vie ! Tu m'écriras ?, poèmes, Éd. Encres vives, collection Encres Blanches (2005)

### Prix et distinctions
- Prix d'honneur du Grand prix des poètes lorrains, 1961
- Premier prix Ma rencontre avec la Pologne, revue La Pologne, 1963
- Prix Encres vives, 1965
- Premier lauréat des Rencontres poétiques de Vichy, 1968
- Primé aux Poésiades de Paris, 1992
- Primé au concours Café-livres de Lassy, 2001
- Diplôme d'excellence en poésie du Centre culturel européen, 2003

## Spectacles:metteur en scèneetcomédien
- Mai 1984 : Les poètes de la Résistance, Carré Sylvia Montfort, Paris
- Juin 1986 : Pourvu qu'ils tiennent ! Qui ? Les civils !..., Théâtre municipal de Verdun

## Pour approfondir